# نهائي كأس تركيا 2010
نهائي كأس تركيا 2010 هي المباراة النهائية من منافسة كأس تركيا 2009–10، أقيمت المباراة في 2010، في Şanlıurfa 11 Nisan Stadium ‏، بين فريقي نادي طرابزون سبور، ونادي فنربخشة، وفاز فيها نادي طرابزون سبور، بعد أن هزم نادي فنربخشة، بنتيجة 3 - 1، وكان حكم المباراة جنيد جاقر، وحضر المباراة 28000 شخصاً.

## تفاصيل المباراة
لعبت المباراة النهائية في 2010.
| نادي طرابزون سبور | 3 -1 | نادي فنربخشة |
| ----------------- | ---- | ------------ |
|                   |      |              |